# 矢島薫
矢島 薫（やじま かおる、 1957年-）は、日本の実業家で岐阜新聞代表取締役社長。

## 来歴・人物
1979年関西大学社会学部卒業後に岐阜日日新聞社へ入社。2011年に取締役営業本部長兼広告局長、2017年に専務などを経て、2018年に岐阜新聞代表取締役社長に就任した。